# جوزيه بونيفاسيو دي أندرادا

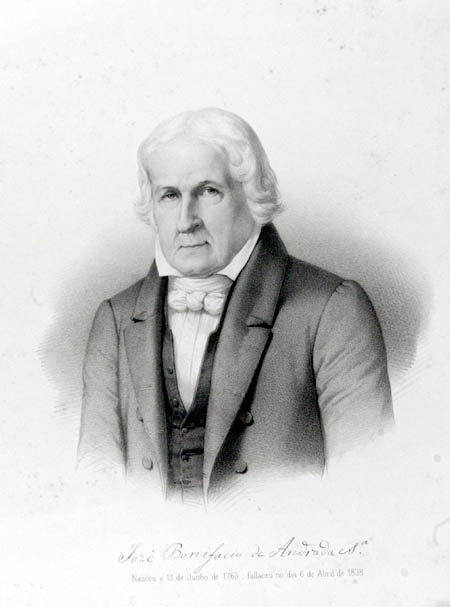
جوزيه بونيفاسيو دي أندرادا

جوزيه بونيفاسيو دي أندرادا إي سيلفا (بالبرتغالية José Bonifácio de Andrada e Silva) ولد في 13 يونيو 1763 وتوفي في 6 أبريل 1838، كان رجل دولة وعالم تعدين برازيلي.

## حياته
ولد جوزيه بونيفاسيو دي أندرادا في مدينة سانتوس في ولاية ساوباولو عام 1763، والتي كانت حينها جزءاً من الإمبراطورية البرتغالية. كان لجوزيه دي أندرادا دوراً مهماً في إعلان استقلال البرازيل وكان لنشاطه دوراً حاسماً في نجاح بيدرو الأول إمبراطور البرازيل.
دعم جوزيه بونيفاسيو دي أندرادا التعليم العام وكان مناهضاً للعبودية في البرازيل. مساهماته العلمية مهمة، حيث ساهم في اكتشاف أربعة معادن جديدة، وذلك أثنتاء قيامه برحلة استكشافية في السويد عام 1800، من ضمنها معدن البتاليت. عاد بعد ذلك إلى جامعة قلمرية عام 1801 حيث ترأس قسم الجيولوجيا المؤسس حديثاً.
عاد بعد ذلك إلى البرازيل حيث ساهم في دعم حركة الاستقلال.
توفي جوزيه بونيفاسيو دي أندرادا في مدينة نيتيروي عام 1838.

## روابط خارجية
- جوزيه بونيفاسيو دي أندرادا على موقع الموسوعة البريطانية (الإنجليزية)